# 宇治市立宇治小学校・黄檗中学校
宇治市立宇治小学校・黄檗中学校（うじしりつ うじしょうがっこう・おうばくちゅうがっこう）は、京都府宇治市五ヶ庄にある公立小学校・中学校。
2012年4月から「宇治小学校」に「黄檗中学校」を併設して小中一貫教育を実施しており、「宇治黄檗学園」の愛称がつけられている。

## 概要
前身となる宇治小学校は1872年（明治5年）に創立し、宇治市有数の歴史を誇る学校である。小学校名は、古代日本における応神天皇の皇太子、莵道稚郎子が営んだ莵道宮（うじのみや）の跡地とされる宇治神社、宇治上神社が立地する宇治川右岸を行政区域とした旧宇治郡に設置していたことが小学校名の由来となっている。
現代の宇治市では、平等院、JR宇治駅が立地している宇治川左岸を行政区域とした旧久世郡が市街地の中心となっている。学区内には黄檗宗大本山萬福寺が立地している。
この間、宇治市の急激な人口増加に伴い、生徒数が著しく増えたことで、東宇治中学校1校では対処し切れなくなったことで、1970年代前半に木幡中学校を開設したものの、その後も東宇治地区での宅地開発が著しかったことで、東宇治中学校と木幡中学校両校の生徒数増加が1980年代後半頃より再度問題となり、東宇治地区にもう1校の中学校の開設を宇治市議会の一部で要望や提案がされるようになったものの、当時の財政状況などから長年見送られ、提案は自然消滅状態になっていたが、21世紀に入り、マンモス校状態となった両校を分離する目的で、東宇治地区に別の中学校を置く機運が再度高まったことで、検討が開始され、その結果、宇治市10番目の公立中学校として開校したのが本校である。
中学校での新しい学校生活になじめず、いじめや不登校が増加する「中1ギャップ」解消に向けて市が進める小中一貫教育のパイロット校となっている。     
児童数・生徒数は2022年度現在、小学校・中学校のいずれの学年も120人前後が在籍している。

## 沿革

### 宇治小学校沿革
- 1872年6月 - 宇治郡第四小学校として創立
- 1872年12月 - 五ヶ庄字広芝院真光院へ移転
- 1875年5月 - 広芝小学校へ改称
- 1887年3月 - 広芝尋常小学校へ改称
- 1889年7月 - 六地蔵、志津川の小学校を分校とする
- 1892年4月 - 宇治尋常小学校へ改称
- 1897年4月 - 六地蔵分校を閉校
- 1897年12月 - 宇治尋常高等小学校へ改称
- 1941年4月 - 国民学校令により、宇治国民学校へ改称
- 1947年4月 - 学制改革により、東宇治町立宇治小学校へ改称
- 1947年5月 - 宇治小学校内4教室などを借用して宇治市立東宇治中学校が開校
- 1949年3月 - 東宇治中学校が独立校舎に移転し、借用状態が解消
- 1951年3月 - 町村合併に伴う宇治市成立により、宇治市立宇治小学校へ改称
- 1952年12月 - 校歌を制定
- 1953年3月 - 志津川分校を閉鎖
- 1956年11月 - 図書館を新築
- 1959年 - 鉄筋校舎3階建て（1期）新築
- 1961年7月 - プールを新設
- 1964年3月 - 鉄筋校舎（2期）を新築
- 1965年3月 - 鉄筋校舎（3期）を新築
- 1967年4月 - 宇治市立木幡小学校を校内に仮開校
- 1967年10月 - 木幡小学校を木幡に移転・分離
- 1968年 - 校舎を改築
- 1969年9月 - 校舎を改築
- 1971年4月 - 宇治市立南部小学校を校内に仮開校
- 1972年2月 - 南部小学校を移転
- 1973年1月 - 体育館竣工
- 1974年4月 - 宇治市立岡屋小学校を分離
- 1975年4月 - 宇治市立三室戸小学校を分離
- 1985年 - 大規模改造工事竣工
- 1991年 - 校舎を改築
- 1994年 - 大規模改造工事竣工
- 1997年 - 大規模改造工事竣工
- 2003年12月 - 不審者の男が校内に侵入し、1年生の児童2名が包丁で刺され負傷する事件（宇治小学校児童傷害事件）が発生

### 黄檗中学校沿革
- 2012年4月 - 市内10番目の中学校として宇治市立黄檗中学校を併設（木幡中学校の一部と東宇治中学校の一部を分離）し、小中一貫教育を開始。

## 2011年度までの宇治小学校の進学先
2010年度卒業生まで宇治小学校は以下の2校に分かれて進学していた。
- 宇治市立木幡中学校（木幡地区）
- 宇治市立東宇治中学校（五ヶ庄地区）

## 周辺施設
- 萬福寺
- 宇治病院
- 東宇治コミュニティーセンター

## 交通
- 京阪宇治線黄檗駅・JR奈良線黄檗駅下車 北へ約200m

## 出身者
- 羽川英樹 - フリーアナウンサー

## 通学区域が隣接している学校

### 小学校
- 宇治市立御蔵山小学校
- 宇治市立木幡小学校
- 宇治市立岡屋小学校
- 宇治市立南部小学校
- 宇治市立三室戸小学校

### 中学校
- 宇治市立木幡中学校
- 宇治市立東宇治中学校